# Colmar-Berg
Colmar-Berg é uma comuna do Luxemburgo, pertence ao distrito de Luxemburgo e ao cantão de Mersch.

## Demografia
Dados do censo de 15 de fevereiro de 2001:
- população total: 1.711
  - homens: 859
  - mulheres: 852
- densidade: 138,99 hab./km²
- distribuição por nacionalidade:

| Nacionalidade  | População | %      |
| -------------- | --------- | ------ |
| luxemburgueses | 1.120     | 65,46% |
| estrangeiros   | 591       | 34,54% |
| - portugueses  | 317       | 18,53% |
| - franceses    | 27        | 1,58%  |
| - italianos    | 33        | 1,93%  |
| - belgas       | 49        | 2,86%  |
| - alemães      | 35        | 2,05%  |
| - iuguslavos   | 40        | 2,34%  |
| - outros       | 90        | 5,26%  |

- Crescimento populacional:

| Ano        | População |
| ---------- | --------- |
| 15/02/2001 | 1.711     |
| 01/01/2002 | 1.803     |
| 01/01/2003 | 1.823     |
| 01/01/2004 | 1.834     |
| 01/01/2005 | 1.848     |